# Ергени (посёлок)
Ергени — посёлок в Зимовниковском районе Ростовской области.
Входит в состав Гашунского сельского поселения.

## География
На хуторе имеется одна улица: Дальняя.

## Население
| 2010 |
| ---- |
| 34   |